# Anopsia

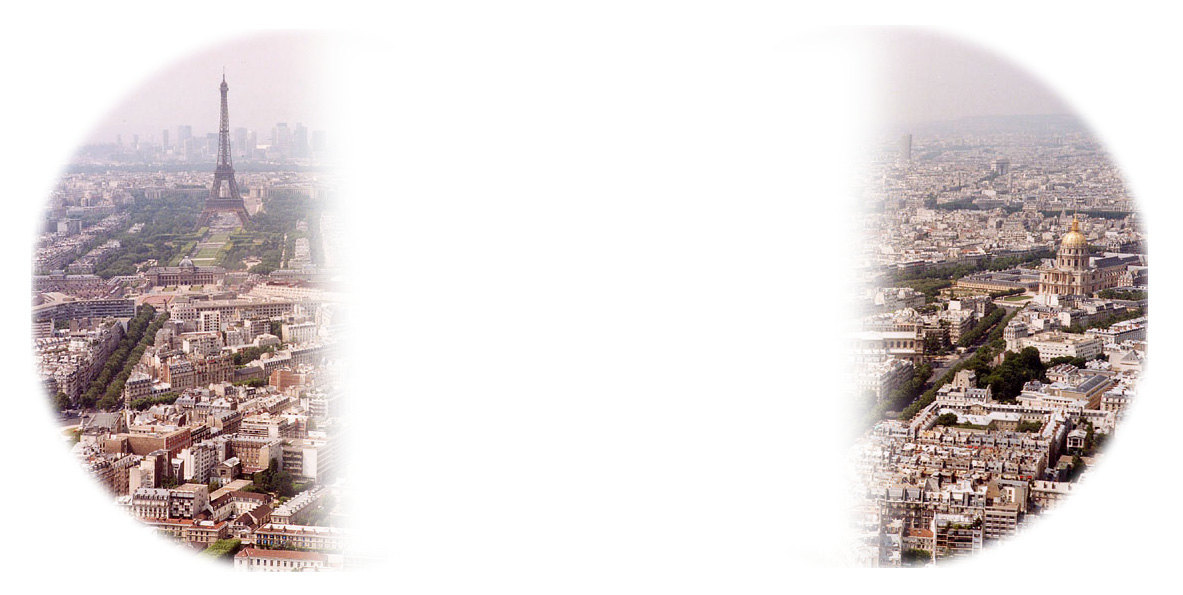
Hemianopsia binasal.

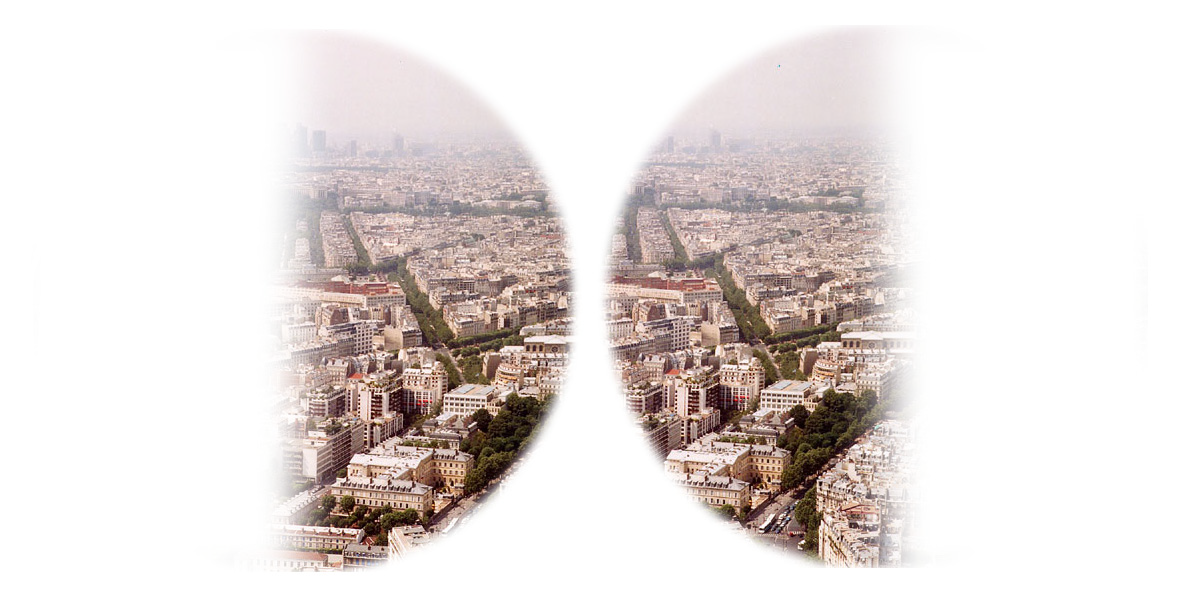
Hemianopsia bitemporal.

Anopsia (do grego ἀν-, sem e ὄψις, visão) é um termo médico para defeito no campo visual. Se o defeito for apenas parcial, a parte do campo com o defeito indica onde está o defeito na via. As causas mais comuns são acidente vascular cerebral, tumor cerebral ou traumatismo. 
Pode ser transitória em caso de um Acidente isquémico transitório (AIT) ou de uma aura visual antes de um episódio de migrânea. Uma anopsia total transitória pode ser chamada de amaurose fugaz.

## Tipos
A anopsia total significa completa perda de visão. Tipos de anopsia parcial:
- Hemianopsia: Perda de metade do campo visual. Pode ser classificada em unilateral ou bilateral.
  - Binasal: do campo visual interno
  - Bitemporal: campo visual externo
  - Homônima Esquerda
  - Direita ou superior ou inferior.
- Quadrantanopia: perda de um quarto do campo visual.